# Weil's dr guat got
"Weil's dr guat got" (nje. "Weil's dir gut geht", hrv. "Jer se osjećaš dobro") je pjesma kojom se Austrija predstavila na Eurosongu 1996. godine u Oslu. Pjesmu je otpjevao austrijski glazbenik George Nussbaumer te je zajedno s Mischom Krauszom napisao glazbu i tekst.
Nussbaumer je austrijski pjevač, pijanist i skladatelj čija se karijera temelji na soul i gospel glazbi. Pjesmu Weil's dr guat got je otpjevao na vorarlberškom dijalektu te je prvi slijepi glazbenik koji je nastupio na Eurosongu. Sa svojom skladbom je nastupio prvi u kvalifikacijama te se s 80 bodova plasirao u završnu večer. Ondje je pjesma prošla lošije te je sa 68 bodova podijelila deseto mjesto zajedno s malteškom glazbenicom Miriam Christine i njenom skladbom In a Woman's Heart.